# Завізьон Олексій Володимирович
Завізьо́н Олексі́й Володи́мирович (рос. Завизьон Алексей Владимирович; нар. 13 травня 1965, Нарва, Естонія) — військовий злочинець, радянський та російський військовик, генерал-лейтенант ЗС Російської Федерації. Начальник штабу Західного військового округу (з 2018 року), екс-командир 201-ї російської військової бази в Таджикистані. Учасник Другої чеченської війни та війни на сході України. Підозрюваний у вчиненні низки злочинів внаслідок яких загинуло не менше 3 тисяч і поранено не менше 8 тисяч військовослужбовців Збройних Сил України та інших військових формувань, залучених до проведення АТО.

## Життєпис
Завізьон в 1986 році закінчив Челябінське вище танкове командне училище, у 1997 році — військову академію бронетанкових військ ім. Малиновського.
З 1986 року проходив військову службу в Забайкальському військовому окрузі. Він має досвід участі в бойових діях в Чечні як командир 15-го мотострілецького полку.
До 2006 року — начальник штабу — заступник командира 4-ї гвардійської Кантемирівської танкової дивізії 20-ї армії Московського військового округу; з 3 січня 2006 року по 30 червня 2009 року — командир 201-ї Гатчінської військової бази (Таджикистан).
З червня 2009 по червень 2011 року навчався у Військовій академії Генерального штабу МО РФ, після чого був призначений командиром 136 окремої мотострілецької бригади.
В січні 2014 року був призначений першим заступником командувача 41-ї загальновійськової армії Центрального військового округу Російської Федерації. Дислокована 41 армія на території Новосибірської та Кемеровської областей а також Алтайського краю.

## Російсько-українська війна
За даними Служби безпеки України, починаючи з січня 2015 Олексій Завізьон брав участь на керівних посадах у війні на сході України з позивним «Алігір». Саме він відповідальний за маневрування артилерією, РСЗВ, важкою технікою та живою силою бойовиків та російських військовослужбовців на ключових напрямах здійснення бойових дій на окупованій території Донецької області. За його безпосереднього керівництва і координації здійснювалися наймасштабніші і найкривавіші обстріли українських міст, зокрема Краматорська і Маріуполя
Зв'язком і можливою заміною Завізьона в Україні є генерал-майор Андрій Вікторович Гурулєв.
27 березня 2017 року Головною військовою прокуратурою командувачу 41 загальновійськової армії Центрального військового округу Збройних Сил Російської Федерації генерал-майору Олексію Завізьону повідомлено про підозру у вчиненні злочинів, передбачених ч. 3 ст. 110 КК України (умисні дії, вчинені з метою зміни меж території та державного кордону України на порушення порядку, встановленого Конституцією України, які призвели до загибелі людей та інших тяжких наслідків), ч. 2 ст. 28 ч. 2 ст. 437 КК України (ведення агресивної війни), ч. 1 ст. 258-3 КК України (участь у терористичній організації).
Завізьон обґрунтовано підозрюється у тому, що він у період з лютого по липень 2015 року за попередньою змовою групою з іншими представниками влади та службовими особами Збройних Сил Російської Федерації, виконуючи обов'язки командувача 1 армійського корпусу — незаконного озброєного формування, попередньо відомого як «народне ополчення ДНР», шляхом віддання наказів, контролю їх виконання і координації дій, через підлеглих службових осіб ЗС РФ, забезпечив на території Донецької і Луганської областей щоденне ведення підпорядкованими незаконними озброєними підрозділами обстрілів позицій сил АТО та вчинення збройних нападів на військовослужбовців Збройних Сил України, інших військових формувань і правоохоронних органів.
Внаслідок вчинення вказаними співучасниками зазначених умисних дій, загинуло не менше 3 тисяч і поранено понад 8 тисяч військовослужбовців Збройних Сил України та інших військових формувань, залучених до проведення АТО, тимчасово окуповано райони Донецької і Луганської областей та завдано значних матеріальних збитків державі Україна.
Підозрюваний оголошений у розшук, готується клопотання про надання дозволу на затримання з метою приводу для участі в розгляді клопотання про обрання запобіжного заходу у вигляді тримання під вартою.

## Санкції
Завізьон Олексій брав участь у бойових діях проти України. Він несе відповідальність за активну підтримку чи здійснення дій чи політики, які підривають чи загрожують територіальній цілісності, суверенітету та незалежності України. Олексій Завізьон - є підсанкційною особою багатьох країн світу.
19 жовтня 2022 року доданий до санкційного списку України.

## Сім'я
Одружений, двоє дітей.

## Нагороди
- Медаль «За відзнаку у військовій службі» II ст.
- Медаль «70 років Збройних Сил СРСР»